# Gabriel Orellana Rojas
Gabriel Orellana Rojas (Ciudad de Guatemala, 2 de diciembre de 1948) es un abogado, político y diplomático guatemalteco. Ha desempeñado diversos cargos públicos, incluyendo el de Ministro de Relaciones Exteriores de Guatemala, y fue elegido en 2024 como miembro del Comité Jurídico Interamericano de la Organización de los Estados Americanos (OEA) para el período 2025–2028.

## Biografía
Gabriel Orellana Rojas nació en Ciudad de Guatemala el 2 de diciembre de 1948. Es abogado y notario, graduado de la Universidad Rafael Landívar en 1974. Realizó estudios de posgrado en Derecho Anglo-Americano en la Universidad de Nueva York y en Derecho Americano e Internacional en la Universidad de Texas en Dallas. En 1989 participó en el Programa de Instrucción para Abogados de la Escuela de Derecho de la Universidad de Harvard.

## Carrera profesional
Orellana Rojas ha ejercido como abogado constitucionalista y ha sido catedrático en distintas universidades de Guatemala, en áreas como derecho constitucional, derecho internacional público y teoría del Estado. Ha sido columnista en diversos medios nacionales, donde se ha caracterizado por una postura crítica frente a los abusos de poder y una firme defensa del Estado de derecho.
También ha sido miembro designado por Guatemala ante la Corte Permanente de Arbitraje y ha representado al país en diversos foros internacionales.

## Funciones públicas
Fue Ministro de Relaciones Exteriores de Guatemala durante el gobierno de Alfonso Portillo (2000–2002), etapa en la que tuvo un papel destacado en la política exterior del país. También fue diputado al Congreso de la República.

### Comité Jurídico Interamericano
En junio de 2024, fue elegido miembro del Comité Jurídico Interamericano de la OEA, durante la 54.ª Asamblea General celebrada en Asunción, Paraguay. Su elección marca la primera vez en más de 30 años que Guatemala tiene representación en dicho comité. Recibió 28 votos de los Estados miembros, lo que reflejó un amplio respaldo regional.«Excanciller Gabriel Orellana es electo integrante del Comité Jurídico Interamericano de la OEA». Prensa Libre. 28 de junio de 2024.
Su plan de trabajo en el Comité se enfoca en ampliar sus actividades frente a los retrocesos democráticos, fortalecer la institucionalidad jurídica en la región y promover el cumplimiento de la Carta Democrática Interamericana. Además, ha expresado su interés en aportar una perspectiva centroamericana a los debates del Comité.

### Reconocimientos
A lo largo de su carrera ha recibido múltiples reconocimientos por su aporte al derecho y a la democracia en Guatemala y América Latina.